# بطولة الأمم الرئيسية 1902
بطولة الأمم الرئيسية 1902 (بالإنجليزية: 1902 Home Nations Championship)‏ هو الموسم 20 من  بطولة الأمم الرئيسية. كان عدد الأندية المشاركة فيه  4، وفاز فيه منتخب ويلز الوطني لاتحاد الرغبي.